# Daniel Littau
Daniel Littau (Espelkamp, 12 april 1991) is een Duits acteur.
Hij is sinds 2012 bekend van zijn rol als Paul Leopold in de Nickelodeon-Studio 100 televisieserie Hotel 13. Eerder speelde hij ook een kleine rol in 2007 in de televisieserie Der Lehrer en in 2009 in Das Haus Anubis.
In zijn woonplaats Espelkamp is hij betrokken in een kortfilmproductieteam Camcore waarmee hij al meerdere kortfilms realiseerde, met meerdere nominaties en prijzen als resultaat.

## Filmografie

### Bioscoopfilms
- 2013: The Monuments Men
- 2013: Stromberg – Der Film
- 2018: Phantomschmerz
- 2023: Rapunzels Fluch 2
- 2024: Blindage

### Televisie
- 2007: Der Lehrer
- 2009: Das Haus Anubis
- 2012–2013: Hotel 13
- 2014: The Team
- 2014: Siebenstein
- 2015: Gute Zeiten, schlechte Zeiten
- 2016–2019: Aktenzeichen XY … ungelöst
- 2018–2019: Familie Dr. Kleist (televisieserie)
- 2018: SOKO München
- 2021: SOKO Wismar
- 2022–2023: Switch Hikers

### Korte films
- 2014: Snake Eater
- 2014: Revolve
- 2020: The Bond
- 2021: Stingy
- 2021: Verve
- 2023: Vegan Killing

### Als producent
- 2014: Revolve
- 2018: Phantomschmerz
- 2020: The Bond
- 2021: Cancel Cancer
- 2021: Stingy
- 2023: Vegan Killing

## Onderscheidingen
Jupiter Award
- 2019 Nominatie: Beste hoofdrolspeler nationaal in Phantomschmerz

Los Angeles Film Award
- 2019 Gewonnen: Beste hoofdrolspeler in Phantomschmerz

New Renaissance Film Festival
- 2019 Gewonnen: Beste hoofdrolspeler internationaal in Phantomschmerz

- Gemeinsame Normdatei: 1062364767
- Virtual International Authority File: 311712908